# Cal Posastre
Cal Posastre és una obra de Sant Martí Sarroca (Alt Penedès) protegida com a Bé Cultural d'Interès Local.

## Descripció
Masia amb façana de composició simètrica, composta de planta baixa, dos pisos i golfes, amb coberta a dues vessants. Coronament amb ràfec i mènsules escalonades i boles ornamentals, finestres amb llindes i reixes interessants, i balcó central al primer pis. Pati davanter amb palmeres, edificis agrícoles annexes i baluard. El material bàsic és el reble, les cantoneres són de carreus de pedra tallada, també ho eren les llindes, marcs i ampits de les finestres de la façana principal, trets en l'última reforma.